# Manifestations pour la sécurité routière au Bangladesh en 2018
Les manifestations pour la sécurité routière au Bangladesh en 2018 sont des manifestations continues qui ont eu lieu du 29 juillet 2018 au 8 août 2018 au Bangladesh.
Les manifestations ont commencé après la mort de deux étudiants à Dhaka, écrasés et tués par un bus conduit par un conducteur non qualifié, qui faisait la course avec un autre bus pour être le premier à ramasser des passagers. Cet événement a poussé les étudiants à exiger des routes plus sûres et la réglementation routière plus stricte. Les manifestations se sont propagées rapidement dans tout le pays,. Bien que les manifestations étaient plutôt pacifiques, la situation a été aggravée le 4 août quand la police et la branche des étudiants du parti gouvernemental ont commencé à attaquer les manifestants et les journalistes,.

## Contexte
Les services de bus à Dhaka sont notoirement non réglementés et sujets aux accidents. Une recherche par la Commission nationale pour la Protection du Transport Maritime, des Routes et des Lignes Ferroviaires a montré que plus de 4 200 personnes ont été tuées et 16 100 ont été blessées à cause des accidents de la route en 2017 à Dhaka,. Selon les estimations, vers 2.4 million véhicules sont conduits par conducteurs non qualifiés à Dhaka en 2018.

## Manifestations
Les manifestations ont commencé le 29 juillet 2018, après la mort de deux étudiants du Shaheed Romijuddin Cantonment College par un bus faisant un excès de vitesse qui a débordé sur un trottoir à côté de Airport Road à Dhaka. Deux autobus faisaient la course imprudemment ; un des deux a dérivé sur le trottoir, tuant deux personnes et blessant douze autres,. Des centaines d'étudiants ont défilés dans les rues réclamant justice par rapport à l'événement.